# Lasioglossum blakistoni
Lasioglossum blakistoni är en biart som beskrevs av Sakagami och Munakata 1990. Lasioglossum blakistoni ingår i släktet smalbin, och familjen vägbin. Inga underarter finns listade i Catalogue of Life.